# Poängorientering
Poängorientering är en variant av orientering. Grundutförandet sker i naturen på samma sätt som orientering, med kontroller som ska hittas, där utövaren förflyttar sig mellan kontrollerna till fots med hjälp av karta och kompass.
I poängorientering startar alla deltagare samtidigt och väljer själv i vilken ordning och hur många av kontrollerna på kartan som ska besökas. Kontrollerna är värda olika många poäng och poängsättningen kan baseras på svårighetsgrad och avstånd från startpunkten. Kontrollerna kan även ha flera olika poängnivåer som belönar de som först hittar dem. Den som kommer i mål, inom utsatt max-tid, med mest poäng har vunnit. Överskriden max-tid leder till poängavdrag.
År 2004 skapades ett årligt poängorienteringsarrangemang (PO) bland en samling bekanta i Uppsalatrakten. Evenemanget riktar sig till den ovane orienteraren eller till och med den som är helt ointresserad av sporten. Det fina med arrangemanget är att årets vinnare tar över arrangörsrollen och har fritt spelrum vad gäller upplägget för nästa år. Bland arrangörerna pågår en ständig kamp för att skapa det perfekta poängsystemet - det som möjliggör hårdast möjliga kamp där slughet, taktik och list kanske bidrar lika mycket som fysisk kondition och kunskap om karta och kompass.